# Isomacrolobium elongatum
Isomacrolobium elongatum là một loài thực vật có hoa trong họ Đậu. Loài này được (Hutch.) Aubrév. & Pellegr. mô tả khoa học đầu tiên năm 1958.